# Libro del desconocido
«Libro del desconocido» es el cuarto episodio de la sexta temporada de la serie de televisión de fantasía medieval Game of Thrones, de la cadena HBO. Tiene una duración de 59 minutos. David Benioff y D. B. Weiss escribieron el episodio y Daniel Sackheim lo dirigió.

## Argumento

### En el Muro
Jon Nieve (Kit Harington), quien acaba de renunciar a la Guardia de la Noche, declara su intención de dirigirse hacia el sur, pero Edd (Ben Crompton) no está conforme con la decisión de Jon, después de ver lo sucedido en Casa Austera. Son interrumpidos por la llegada al Castillo Negro de Sansa Stark (Sophie Turner), Brienne Tarth (Gwendoline Christie), y Podrick Payne (Daniel Portman). Después de contarse sus historias, Sansa intenta convencer a Jon de ayudarla para volver a tomar Invernalia. Sin embargo, Jon sigue estando reticente a luchar. Frustrada, Sansa le deja claro a Jon que va a recuperar Invernalia, con su ayuda o sin ella. Mientras tanto, Brienne confronta a Davos Seaworth (Liam Cunningham y Melisandre (Carice Van Houten), informándoles de que asestó el golpe definitivo a Stannis Baratheon, tomando su venganza en el asesinato de Renly. Ella advierte a Davos y a Melisandre que ni olvida ni perdona.
Algún tiempo después, una carta de Ramsay Bolton llega para Jon. Ramsay cuenta a Jon que tiene a Rickon Stark y exige la devolución de Sansa, amenazando con llevar al ejército Bolton contra sus amigos del Pueblo Libre, matar a Rickon y violar a Sansa. Encolerizada, Sansa decide emprender la recaptura de Invernalia de manos de la Casa Bolton, a lo que Jon está de acuerdo. Cuando Tormund (Kristofer Hivju) le advierte de que los salvajes no son suficientes para combatir al ejército de Ramsay, Sansa responde que pueden reclamar el apoyo del resto de casas nobles del Norte.

### En el Valle
Petyr Baelish (Aidan Gillen) llega a Piedra de las Runas en el Valle, y afirma que Sansa fue secuestrada por los Bolton, durante su viaje a los Dedos. Cuando Lord Yohn Royce (Rupert Vansittart) cuestiona el relato, Meñique añade que Royce era la única persona que sabía de sus intenciones, y manipula a Lord Robin Arryn (Lino Facioli) en considerar la ejecución de Royce, pero le termina dando una segunda oportunidad. Al darse cuenta de que él no puede hacer nada para oponerse a Meñique, Royce jura lealtad absoluta al Señor del Nido de Águilas.

### En Meereen
A pesar de que Gusano Gris (Jacob Anderson) y Missandei (Nathalie Emmanuel) están disconformes, Tyrion Lannister (Peter Dinklage) organiza una reunión con los Amos de la Bahía de los Esclavos. Se negocia un acuerdo en el que se permitirá la abolición paulatina de la esclavitud en los siguientes siete años, mientras que los Amos serán compensados por las pérdidas. A cambio, los Amos dejarán de apoyar a los Hijos de la Arpía. Entre que deliberan, Tyrion se enfrenta a los antiguos esclavos de Meereen, quienes se oponen a cualquier tipo de negociación con los esclavistas. Gusano Gris y Missandei aceptan en plan de Tyrion a regañadientes, pero en privado le advierten de que los Amos tratarán de utilizarlos igualmente.

### En Desembarco del Rey
Margaery Tyrell (Natalie Dormer) es llevada ante el Gorrión Supremo (Jonathan Pryce), donde es informada del pasado de este. A continuación, guía a Margaery para ver a su hermano Loras (Finn Jones), martirizado por la continua tortura de la Fe Militante. Cersei Lannister (Lena Headey) se reúne con Tommen (Dean-Charles Chapman), quien informa del encuentro con el Gorrión Supremo y del inminente paseo de la vergüenza de Margaery. Cersei redirige esta información a Kevan Lannister (Ian Gelder) y Olenna Redwyne (Diana Rigg) en la cámara del Consejo Privado. Los Tyrell está dispuestos a llevar su ejército para hacer frente a los Gorriones, ante el plan explicado por Cersei, llevado a impedir que se produzca el paseo de la expiación.

### En las Islas del Hierro
Theon Greyjoy (Alfie Allen) regresa a las Islas del Hierro y se reúne con Yara (Gemma Whelan). Yara no ha perdonado a Theon por no haber ido con ella durante su fallido rescate, y acusa a Theon de volver para reclamar la Silla de Piedramar. Theon insiste en que en lugar de eso, va a apoyar el reclamo de Yara en la Asamblea de sucesión.

### En Invernalia
Osha (Natalia Tena) es llevada ante Ramsay Bolton (Iwan Rheon), quien le pregunta por qué estaba ayudando a Rickon Stark. Osha afirma que tenía la intención de traicionar a Rickon, e intenta seducir a Ramsay cuando intentaba coger un cuchillo cerca. Sin embargo, Ramsay indica que él está al tanto de sus estratagemas, mientras que rápidamente coge otro cuchillo y la degüella.

### En Vaes Dothrak
Jorah Mormont (Iain Glen) y Daario Naharis (Michiel Huisman) llegan a un acantilado sobre Vaes Dothrak, donde Daario se da cuenta de la Psoriagrís de Jorah. Se infiltran en la ciudad, y se ven obligados a matar a dos de los jinetes de sangre de Khal Moro que los descubren. En el Dosh khaleen, Daenerys Targaryen (Emilia Clarke) se hace amiga de una de las khaleesis más jóvenes, y cuando salen a tomar el aire, se encuentran con Jorah y Daario, a quienes le informan de que tiene un plan...
Daenerys se presenta ante los khals reunidos en el templo para escuchar su destino. Allí, ella recuerda la promesa de Khal Drogo de conquistar Poniente, y acusa a los khals de su falta de ambiciones, proponiendo que ella los liderará. Cuando los khals amenazan con violarla tras reírse de ella, Daenerys tumba varios braseros, abrasando rápidamente el templo y asesinado a los khals. La multitud dothraki se aglutina alrededor del templo incendiado, donde ven aparecer a Daenerys sin herida alguna, momento en que todos se inclinan ante ella. 

## Producción
El episodio fue escrito por los creadores de la serie David Benioff y DB Weiss. Algunos materiales de este episodio se toman del capítulo de "Jon 13" de Danza de dragones. Algunos elementos del episodio también se basan de la sexta novela de la serie Canción de hielo y fuego llamado Vientos de invierno que no ha sido publicado. Fue la última aparición de Natalia Tena(Osha) en la serie.

## Recepción
El episodio cosechó 7,82 millones en su primera emisión en USA, lo que le eleva hasta la cuarta posición del top histórico de la serie. El episodio fue muy positivamente recibido por los críticos como el encuentro entre Sansa y Jon Nieve; y de la escena final de Daenerys matando a los khals. Rotten Tomatoes que revisó 50 revisiones del episodio y juzgó que el 100 % de ellas eran positivas , con una calificación promedio de 8,9 / 10.